# 大青树
大青树（学名：Ficus hookeriana）是桑科榕属的植物。分布在不丹、锡金、尼泊尔、印度以及中国大陆的云南、贵州、广西等地，生长于海拔500米至2,200米的地区，一般生长在石灰岩山地，目前已由人工引种栽培。

## 别名
缅树（植物名实图考）、红优昙（云南通志）、圆叶榕（中国高等植物图鉴补编）

## 延伸阅读
[在维基数据编辑]
 《植物名實圖考·緬樹》，出自吳其濬《植物名實圖考》